# Championnats d'Europe de descente de canoë-kayak 2023
Navigation
2021
Les Championnats d'Europe de descente 2023 sont la 14e édition des Championnats d'Europe de descente de canoë-kayak. Ils ont lieu du 17 au 20 mai 2023 à Skopje, en Macédoine du Nord.

## Médaillés

### Hommes
| Épreuves                | Or                                                   | Argent                               | Bronze                               |
| ----------------------- | ---------------------------------------------------- | ------------------------------------ | ------------------------------------ |
| K1 classique individuel | Maxence Barouh (FRA)                                 | Simon Oven (SVN)                     | Quentin Bonnetain (FRA)              |
| K1 classique par équipe | Slovénie                                             | Belgique                             | Tchéquie                             |
| C1 classique individuel | Théo Viens (FRA)                                     | Charles Ferrion (FRA)                | Normen Weber (GER)                   |
| C1 classique par équipe | France                                               | Allemagne                            | Tchéquie                             |
| C2 classique individuel | France Théo Viens Nicolas Sauteur                    | France Manoël Roussin Tanguy Roussin | Allemagne Tim Heilinger Norman Weber |
| K1 sprint individuel    | Anže Urankar (en) (SVN)                              | Maxence Barouh (FRA)                 | Nejc Žnidarčič (SVN)                 |
| K1 sprint par équipe    | Slovénie Anže Urankar (en) Nejc Žnidarčič Simon Oven | Italie                               | France                               |
| C1 sprint individuel    | Charles Ferrion (FRA)                                | Blaž Cof (SVN)                       | Nicolas Sauteur (FRA)                |
| C1 sprint par équipe    | France Nicolas Sauteur Charles Ferrion Matteo Zanni  | Tchéquie                             | Allemagne                            |
| C2 sprint individuel    | France Pierre Troubady Hugues Moret                  | France Manoël Roussin Tanguy Roussin | Tchéquie Matous Beier Matej Vanek    |

### Femmes
| Épreuves                | Or                                                            | Argent                                    | Bronze                                             |
| ----------------------- | ------------------------------------------------------------- | ----------------------------------------- | -------------------------------------------------- |
| K1 classique individuel | Laurane Sinnesael (BEL)                                       | Sophia Schmidt (GER)                      | Lise Vinet (FRA)                                   |
| K1 classique par équipe | Allemagne                                                     | France                                    | Italie                                             |
| C1 classique individuel | Cecilia Panato (ITA)                                          | Laura Fontaine (FRA)                      | Alice Panato (ITA)                                 |
| C2 classique individuel | Italie Cecilia Panato Alice Panato                            | France Laura Fontaine Ève Vitali-Guilbert | Tchéquie Kristina Novosadova Karolina Paloudova    |
| K1 sprint individuel    | Marie Němcová (en) (CZE)                                      | Ana Steblaj (SVN)                         | Mathilde Valdenaire (FRA)                          |
| K1 sprint par équipe    | Tchéquie Marie Němcová (en) Kristina Novosadova Klara Vancova | France                                    | Italie                                             |
| C1 sprint individuel    | Laura Fontaine (FRA)                                          | Cecilia Panato (ITA)                      | Elsa Gaubert (FRA)                                 |
| C2 sprint individuel    | France Margot Béziat Elsa Gaubert                             | Italie Cecilia Panato Alice Panato        | Autriche Nadine Weratschnig (en) Valentina Kroener |